# Denise Probst-Massin
Denise Probst-Massin (Brussel, 19 februari 1913 – ?, 18 oktober 1980) was een Belgisch textielkunstenaar en glazenier.

## Leven en werk
Denise Massin werd geboren in Brussel, waar ze studeerde aan de Koninklijke Academie voor Schone Kunsten van Brussel. In 1936 trouwde ze met de Luxemburgse kunstenaar Émile Probst (1913-2004). Ze woonden begin jaren 50 in Saarbrücken en hadden een eigen atelier in glasramen en wandtapijten in Brussel.
Probst-Massin maakte geweven en geknoopte (wand)tapijten en 'schilderijen' van verschillende stoffen. Samen met haar man ontwierp ze glas-in-loodramen die werden geplaatst in België, Duitsland en Luxemburg. Een voorbeeld van een gezamenlijk werk van Émile en Denise Probst is een ontwerp voor een wandtapijt van Onze-Lieve-Vrouw van Troost voor de kapel van Glacis onder Limpertsberg, een van de stadsdelen van Luxemburg. Het is rechtsonder gesigneerd E+D Probst, ze gebruikten ook wel het monogram EPD (met een verlengde P). Het werk van Denise Probst werd een aantal keren samen met dat van haar schoonzus, de keramiste Colette Probst-Wurth, getoond, onder meer tijdens de Women's International Exposition in New York (1950), in Galerie La Cité (1977) en -postuum- in Galerie Simoncini in Luxemburg-Stad (1984).
Denise Probst-Massin overleed op 67-jarige leeftijd. Haar man maakte een herdenkingsraam, dat werd geplaatst in de kerk van Longsdorf.

## Enkele werken
- 1950 wandtapijt Renaissant de mes cendres.[6]
- 1966 ontwerp wandtapijt (4x3 meter) van Onze-Lieve-Vrouw van Troost voor de kapel van Glacis, samen met haar man. Uitgevoerd door de firma De Wit.
- glas-in-loodramen voor de Sint-Pauluskerk (ca. 1953) in Heidstok (Völklingen, Duitsland), de Kirche Herz Mariä (1956) in Dorf im Wandt (Großrosseln, Duitsland), de Sainte-Vierge-Marie (1956) in Capellen (Luxemburg), de Martin-Luther-Kirche (1957) in Webenheim (Blieskastel, Duitsland) en voor de Église de la Nativité de la Bienheureuse-Vierge-Marie (1960) in Schlindermanderscheid (Luxemburg), in samenwerking met haar man.[7]

## Werk in openbare collecties
- Musée National d'Histoire et d'Art
- Kurpfälzische Museum Heidelberg

- Musée national d'archéologie, d'histoire et d'art: lkl007274